# 1915 az irodalomban
Az 1915. év az irodalomban.

## Megjelent új művek

### Próza
- Willa Cather regénye: The Song of the Lark (A pacsirta dala)
- Theodore Dreiser regénye: The „Genius” (A zseniális ember)
- Franz Kafka elbeszélése: Die Verwandlung (Az átváltozás)
- Sinclair Lewis regénye: The Trail of the Hawk (A sólyom útja)
- Jack London: The Star Rover (Kóbor csillag)
- William Somerset Maugham önéletrajzi jellegű regénye: Of Human Bondage (Örök szolgaság)
- D. H. Lawrence regénye: The Rainbow (A szivárvány); folytatása az 1920-ban megjelent Women in Love (Szerelmes asszonyok)
- Orczy Emma: Lest We Forget (Hogy soha el ne felejtsük), háborús antológia
- P. G. Wodehouse regénye: Something Fresh (Valami új)
- Virginia Woolf első regénye: The Voyage Out

### Költészet
- T. S. Eliot „első nagy, korszakalkotó költeménye:” The Love Song of J. Alfred Prufrock (J. Prufrock szerelmes éneke), drámai monológ[1]
- Vlagyimir Majakovszkij: Nadrágba bújt felhő (Облако в штанах), poéma
- Edgar Lee Masters verseskötete: A Spoon River-i holtak (Spoon River Anthology)
- Pierre Reverdy francia költő első kötete: Poèmes en prose (Költemények prózában)
- Franz Werfel: Einander (Egymásért), verseskötet

### Dráma
- Georg Kaiser színműve: Europa
- Arnold Zweig: Ritualmord in Ungarn (Rituális gyilkosság Magyarországon)

### Magyar irodalom
- Kassák Lajos: Éposz Wagner maszkjában
- Füst Milán drámája, a Boldogtalanok megjelenik a Nyugatban; könyv alakban csak 1923-ban

## Születések
- április 13. – Stephan Hermlin német író, műfordító († 1997)
- június 10. – Saul Bellow amerikai író († 2005)
- október 17. – Arthur Miller amerikai drámaíró († 2005)
- november 12. – Roland Barthes francia kritikus, irodalom- és társadalomelméleti gondolkodó († 1980)
- december 6. – Gyárfás Miklós magyar író, költő, dramaturg († 1992)

## Halálozások
- április 19. – Lovik Károly magyar író (* 1874)